# Joseph Ersing
Joseph Ersing także Josef Ersing (ur. 4 lutego 1882 w Ochsenhausen, zm. 5 sierpnia 1956 Rottenmünster) – niemiecki polityk katolickiej partii Centrum (niem. Deutsche Zentrumspartei, Zentrum) i Unii Chrześcijańsko-Demokratycznej (niem. Christlich Demokratische Union Deutschlands, CDU). Od 1911 sekretarz zrzeszenia chrześcijańskich związków zawodowych na Niemcy południowe (niem. Gesamtverband Christlicher Gewerkschaften für Süddeutschland). W okresie 1919–1920 członek Zgromadzenia Narodowego (niem. Weimarer Nationalversammlung), poseł do Reichstagu z ramienia Centrum (1920–1933). 
W 1933 zmuszony do wycofania się z życia politycznego i przejścia na emeryturę. Aresztowany w 1933 i więziony w obozie koncentracyjnym Ravensbrück, postawiony przed Trybunał Ludowy (niem. Volksgerichtshof) i skazany na śmierć za zdradę stanu (niem. Hochverrat), wyroku nie zdążono wykonać.
Współzałożyciel CDU w Berlinie (1945), członek Landtagu Badenii-Wirtembergii (1946–1950).